# Чернігівський (Верхньокамський район)
Черні́гівський (рос. Черниговский) — селище у складі Верхньокамського району Кіровської області, Росія. Входить до складу Кірсинського міського поселення.

## Населення
Населення становить 26 осіб (2010, 71 у 2002).
Національний склад станом на 2002 рік — росіяни 44 %, німці 31 %.

## Історія
Селище було засноване 1936 року як спеціальне поселення для куркулів-переселенців. 1942 року сюди були депортовані німці з України, які працювали на лісозаготівлі та видобутку торфу. 1959 року селище увійшло до складу Барановської сільради.